# Khoromkhon
Maillots
Le Khoromkhon Klub (en mongol : Хоромхон Клүб), plus couramment abrégé en Khoromkhon, est un club mongol de football fondé en 1999 et basé à Oulan-Bator, la capitale du pays.
Le club évolue actuellement dans le Championnat de Mongolie de football.

## Historique
- 1999 : Fondation du club sous le nom de Heiniken
- 2003 : Le club est renommé Khoromkhon
- 2005 : Premier titre de champion de Mongolie

## Palmarès
| Compétitions nationales |
| --- |
| - Championnat de Mongolie (2) : - Champion : 2005 et 2014. - Vice-champion : 2004, 2008 et 2012. - Coupe de Mongolie : - Finaliste : 2006. |

## Présidents
- Binderiya Gansukh

### Entraîneurs
- Alfredo Adriazola
- Sanjmyataviin Purevsukh